# Papier de chiffon
Le papier de chiffon est un papier  fabriqué à partir de pâte à papier contenant une proportion importante de pâte de chiffon. La pâte de chiffon est une pâte obtenue à partir de déchets textiles neufs ou usagés de lin, chanvre, ramie, coton ou linters de coton. Il est parfois appelé papier de linge.
La proportion minimale requise pour que le papier puisse être dénommé «papier de chiffon» varie selon les pays.
Ce type de papier existait déjà à l'époque des premiers papiers, en Chine, au IIe siècle av. J.-C., il est aujourd'hui généralement fait avec des pièces d'étoffe usagées, des chiffons, d'où son appellation.